# 905 Universitas
905 Universitas
905 Universitas là một tiểu hành tinh kiểu S trong vành đai chính trong nhóm Flora. Nó có đường kính khoảng 21 km và suất phản chiếu 0,085 . Chu kỳ quay khoảng 10 giờ Lưu trữ ngày 14 tháng 6 năm 2006 tại Wayback Machine